# Dolleren
Dolleren település Franciaországban, Haut-Rhin megyében. Lakosainak száma 460 fő (2022. január 1.). Dolleren Oberbruck, Sewen, Kirchberg, Wegscheid, Lamadeleine-Val-des-Anges és Riervescemont községekkel határos.

## Népesség
A település népességének változása:
| Lakosok száma | 460  | 465  | 481  | 475  | 480  | 479  | 475  | 472  | 460  |
|               | 2013 | 2015 | 2016 | 2017 | 2018 | 2019 | 2020 | 2021 | 2022 |